# Toshitada Yoshida
Toshitada Yoshida (jap. 吉田敏忠 Yoshida Toshitada; ur. 1 września 1947 w prefekturze Aichi) – japoński zapaśnik walczący w stylu wolnym. Olimpijczyk z Monachium 1972, gdzie odpadł w eliminacjach w kategorii 74 kg.
Piąty na mistrzostwach świata w 1969; odpadł w eliminacjach w 1970. Złoty medalista igrzysk azjatyckich w 1970 roku.